# 城港路站
城港路站是南通轨道交通1号线的地铁车站，位于中华人民共和国江苏省南通市崇川区永和路与城港路交叉口地下，于2022年11月10日开通。

## 车站结构
城港路站沿永和路设置，呈東北至西南走向，为地下两层岛式站台车站。车站地下一层为站厅层，地下二层为站台层。
| 地面              | 出入口 | 1、2、3、4出入口                                                                                  |
| 地下一层          | 站厅   | 客服中心、自动售票机、验票机                                                                      |
| 地下二层          | 站台层 | \| \| \| 1号线往平潮（十里坊） \| \| 島式 · 開左邊车门 \| \| \| \| \| \| 1号线往振兴路（曙光） \| |
|                   |        | 1号线往平潮（十里坊）                                                                             |
| 島式 · 開左邊车门 |        |                                                                                                   |
|                   |        | 1号线往振兴路（曙光）                                                                             |

## 车站出口
城港路站共设4个出口，各出口及周围设施如下所示：
| 编号                | 周边信息 | 照片 | 无障碍设施 |
| ------------------- | -------- | ---- | ---------- |
| 1 · 出口            |          |      |            |
| 2 · 出口 · （设有） |          |      |            |
| 3 · 出口            |          |      |            |
| 4 · 出口            |          |      |            |
| 图例： 设有         |          |      |            |

## 车站历史
该站规划时名称为城港路站，開通前確定維持站名。。
- 2022年11月10日，随1号线一期工程通车一同开通[1]。